# Instituto de Investigación Nuclear de la Academia Nacional de Ciencias de Ucrania
El Instituto de Investigación Nuclear de la Academia Nacional de Ciencias de Ucrania (en ucraniano: Інститут ядерних досліджень НАН України) es una institución de investigación creada en 1970 como el Instituto de Investigación Nuclear de la Academia de Ciencias de la RSS de Ucrania sobre la base de la división de física nuclear del Instituto de Física de la Academia de Ciencias de la RSS de Ucrania.
El instituto está compuesto por 27 departamentos científicos y técnicos.
En el instituto se realizan investigaciones fundamentales y aplicadas en el campo de la física nuclear de bajas y medianas energías, energía nuclear y tecnologías nucleares, física del estado sólido, física de plasma y radioecología.

## Base experimental
La base experimental del instituto está compuesta por instalaciones nucleares únicas en Ucrania, que incluyen el reactor nuclear de investigación "ВВР-М" (introducido en funcionamiento el 12 de febrero de 1960, siendo el primer reactor nuclear en el territorio de la RSS de Ucrania), "cámaras calientes" para trabajar con materiales radioactivos de alta actividad, ciclotrones У-240 y У-120 (U-240 y U-120), y un generador tándem (acelerador de partículas electrónicas) ЄДП-10К (YEDP-10K).

## Principales Áreas de Actividad
El Instituto de Investigación Nuclear de la Academia Nacional de Ciencias de Ucrania (ІЯД, transliterado IYAD) se dedica a una amplia gama de actividades tanto fundamentales como aplicadas en diversos campos de la ciencia. Estos campos incluyen:
1. Física Nuclear: Investigaciones en el campo de la física nuclear, que abarcan desde la física de partículas subatómicas hasta la estructura del núcleo atómico.
2. Energía Nuclear: Estudios relacionados con la energía nuclear, incluyendo la investigación en reactores nucleares y tecnologías nucleares.
3. Física del Estado Sólido: Investigación en las propiedades físicas de los materiales sólidos, como la conductividad eléctrica y térmica, la magnetización y más.
4. Física de Plasma: Estudios en el comportamiento de los plasmas, que son gases ionizados que exhiben propiedades únicas.
5. Radioecología y Radiobiología: Investigaciones sobre la radiación y su impacto en el medio ambiente y los organismos vivos.

La institución lleva a cabo su programa de investigación a través de 27 departamentos científicos y técnicos, con la colaboración de aproximadamente 760 empleados, incluyendo 211 científicos, entre ellos un académico de la Academia Nacional de Ciencias de Ucrania, un miembro correspondiente de la Academia Nacional de Ciencias de Ucrania, 42 doctores en ciencias y 154 candidatos en ciencias.
Tras el desastre de Chornobyl, los investigadores del ІЯД fueron pioneros en la lucha contra sus consecuencias. Contribuyeron significativamente al estudio y control de la radiación en diferentes regiones de Ucrania y desarrollaron dispositivos y sistemas de monitorización para evaluar la migración de radionucleidos en el entorno y el estado de los materiales combustibles en el objeto "Sarcófago", lo que contribuyó en gran medida a mitigar las consecuencias del desastre de Chornobyl.
El instituto también realiza trabajos regulares para determinar la vida útil de los materiales estructurales en reactores nucleares en funcionamiento, por encargo de las centrales nucleares de Ucrania, y lleva a cabo investigaciones sobre el impacto de las cargas radiactivas en las propiedades físicas de estos materiales, lo que ha permitido a Ucrania reducir su dependencia de los institutos de diseño rusos en la prolongación de la vida útil de los bloques de energía nuclear con reactores VVER.